# Gyna aestuans
Gyna aestuans är en kackerlacksart som först beskrevs av Henri Saussure 1863.  Gyna aestuans ingår i släktet Gyna och familjen jättekackerlackor. Inga underarter finns listade i Catalogue of Life.